# Nephrotoma lindneriana
Nephrotoma lindneriana är en tvåvingeart som beskrevs av Alexander 1978. Nephrotoma lindneriana ingår i släktet Nephrotoma och familjen storharkrankar.
Artens utbredningsområde är Tanzania. Inga underarter finns listade i Catalogue of Life.